# Mats Levin
Mats Ragnar Levin (Nacka, 15 giugno 1977) è un ex cestista e allenatore di pallacanestro svedese.

## Carriera
Alto 1,88 m per 80 kg di peso, giocava nel ruolo di playmaker.
Ha debuttato a 19 anni nella squadra che all'epoca era chiamata Solna IF. Al suo esordio in campionato ha segnato 24 punti, al fianco dell'ex giocatore NBA Otis Smith che in quell'occasione ne realizzò 25.
Nel 1999-2000 va a giocare in Germania, quindi si sposta in Austria, per tornare poi nel campionato tedesco.
Il suo approdo in Italia avviene in Legadue, dove gioca con Castel Maggiore, nel 2002, sotto la guida di coach Giampiero Ticchi. In quell'anno viene nominato miglior comunitario del campionato di Legadue.
Negli anni successivi gioca nella massima serie Italiana con la Pallacanestro Cantù e l'Orlandina Basket. Una piccola parentesi in Francia, al Nanterre e poi il ritorno, nel 2006 in Legadue, questa volta a Castelletto Ticino.
In quella stagione, Levin è stato tra i migliori playmaker dell'intero campionato, contribuendo in maniera determinante alla salvezza della formazione piemontese e ad alcune entusiasmanti vittorie. Le sue statistiche parlano di 16,2 punti a partita con il 40,6% da tre e 3,1 assist ad incontro in 36 minuti di media.
Nel 2007-08 firma per l'Ignis Novara, ma a stagione in corso si trasferisce a Pavia, dove firma un contratto di due anni.
Nel 2012 torna a giocare in Svezia tra le file dei Solna Vikings, formazione nei pressi di Stoccolma. Al termine della stagione 2013-2014, dopo l'eliminazione ai quarti di finale playoff da parte dei Norrköping Dolphins, comunica ufficialmente il suo ritiro dal basket giocato .
Ha fatto parte della Nazionale di pallacanestro della Svezia con cui ha giocato 133 partite, in parte giocate nelle vesti di capitano.

## Allenatore
Al termine della carriera da giocatore diventa allenatore giovanile presso il Viby Basket e dal 2019 assistente di Marco Crespi nella nazionale femminile svedese.

## Palmarès
- Supercoppa italiana: 1

Pall. Cantù: 2003